# Ankobra
Ankobra je řeka v Ghaně. Je dlouhá 190 km a její povodí zaujímá plochu 8270 km². Pramení u města Wiawso, teče k jihu přes území regionů Western North a Central a vlévá se do Guinejského zálivu západně od Aximu. Významnými přítoky jsou Mansi a Bonsa. Ankobra je splavná do vzdálenosti 80 km od moře.
Jméno řece dali údajně Portugalci, kteří se do jejího ústí dostali koncem 15. století, a bylo odvozeno od kobry, portugalského slova pro „hada“. 
V ústí řeky založila v roce 1702 Nizozemská západoindická společnost pevnost Fort Elize Carthago, která byla v roce 1711 opuštěna.
V povodí Ankobry probíhá intenzivní těžba zlata a v jejím důsledku je voda zamořena těžkými kovy, problémem je také rozsáhlé odlesňování způsobující erozi.